# لیو شیا (جودوکار)
لیو شیا (انگلیسی: Liu Xia؛ زادهٔ ۶ ژانویهٔ ۱۹۷۹) جودوکار اهل چین بود.